# Regina Pacini
Regina Pacini Quintero (ur. 6 lutego 1871 w Lizbonie, zm. 18 września 1965 w Buenos Aires) – portugalsko-argentyńska śpiewaczka (sopran liryczny) i mecenaska sztuki pochodzenia włosko-hiszpańskiego, pierwsza dama Argentyny (1922-1928).
Jej ojciec Pietro Andrea Giorgi-Pacini był śpiewakiem barytonem występującym w Teatro Nacional de São Carlos w Lizbonie. Studiowała śpiew w Paryżu. W 1884 debiutowała rolą Aminy w Lunatyczce Vincenza Belliniego w Lizbonie i pozostawała w tamtejszym zespole operowym do 1904. Miała także w repertuarze m.in. role w Łucji z Lammermooru, Rigoletcie, Purytanach, Cyganerii, Cyruliku sewilskim i Manon Lescaut. Była czołową przedstawicielką stylu bel canto. Występowała gościnnie w Teatro Real w Madrycie, Liceo w Barcelonie, na licznych scenach włoskich, a w sezonie 1894/95 w Warszawie i Sankt Petersburgu. W 1899 przy okazji gry w Teatro Politeama w Buenos Aires poznałego późniejszego męża. W Covent Garden Theatre dzieliła scenę z Enrico Caruso.
W 1907 wyszła za mąż za późniejszego prezydenta Argentyny Marcelo Torcuato de Alvear i zrezygnowała ze sceny. Została odznaczona orderem Legii Honorowej za działalność dobroczynną rozwijaną w czasie, gdy jej mąż od 1917 był ambasadorem Argentyny w Paryżu. W 1938 ufundowała w Buenos Aires schronisko dla aktorów Casa del Teatro, połączone ze sceną Teatro Regina, muzeum i biblioteką. Większość majątku przeznaczyła na cele charytatywne. W ostatnich latach życia utrzymywała się ze skromnej emerytury. Pochowana na Cementerio de la Recoleta.